# Sint-Jozefgesticht (Sint-Denijs-Westrem)

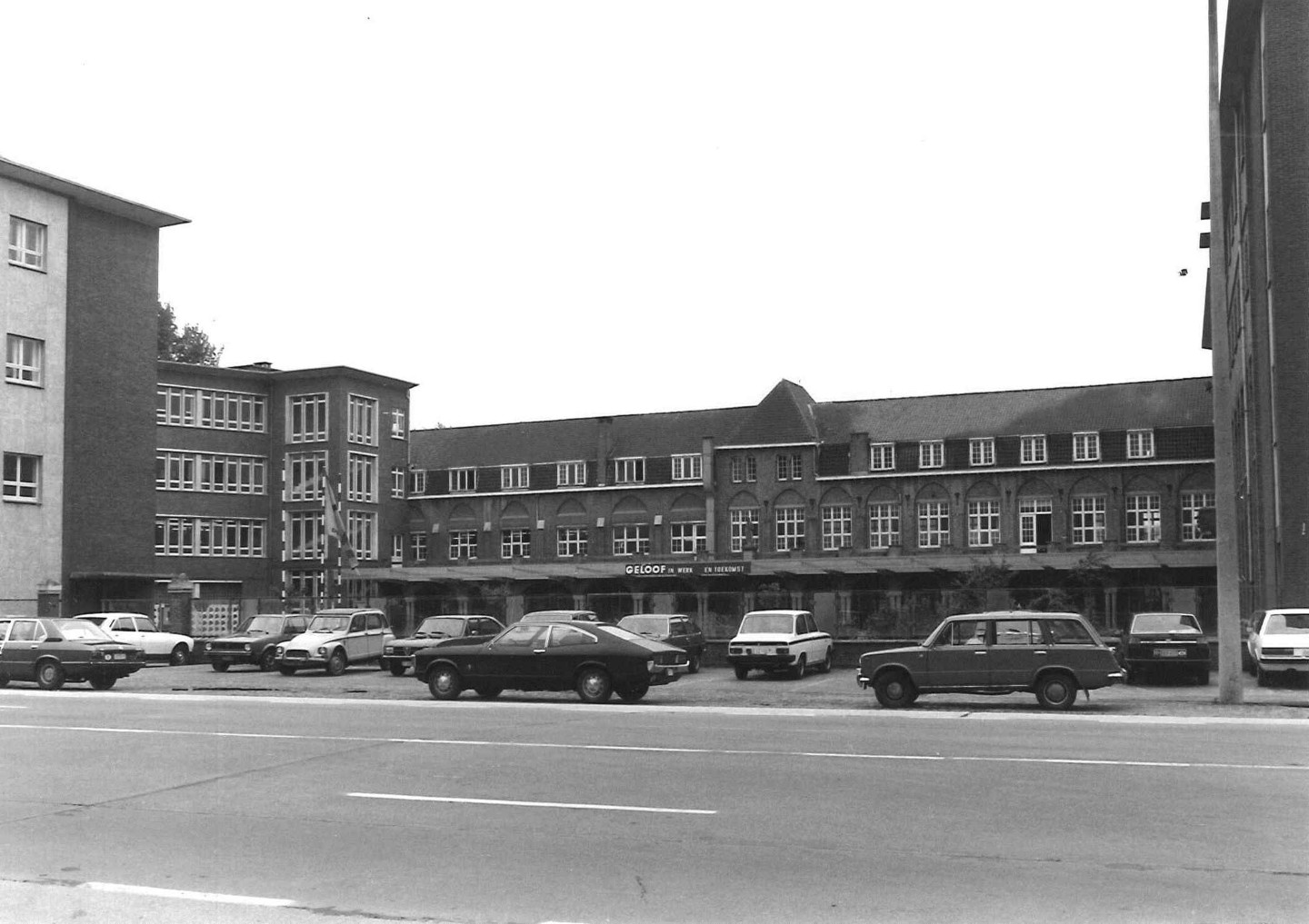
Sint-Jozefgesticht in 1979

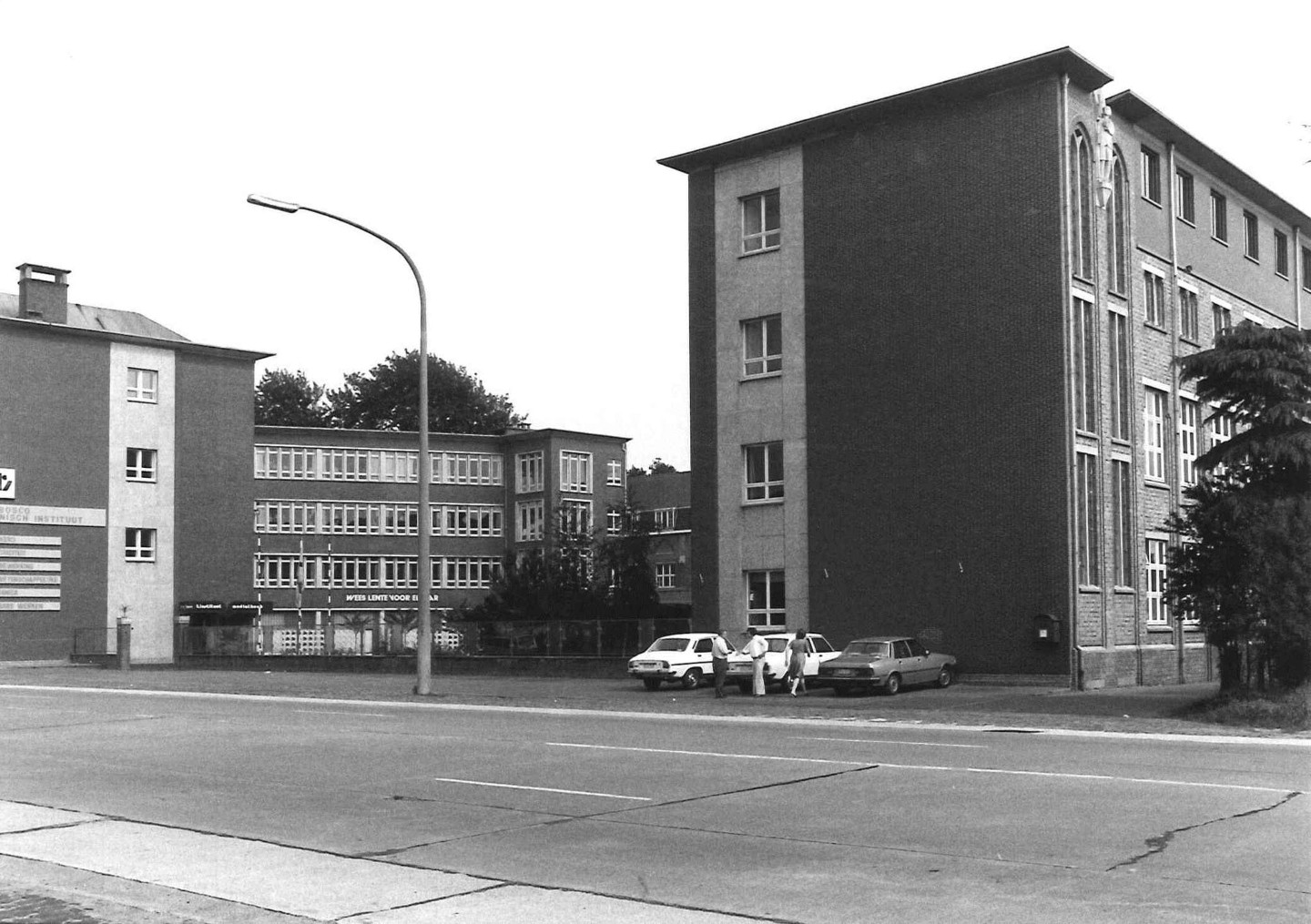
Sint-Jozefgesticht in 1982

Het Sint-Jozefgesticht is een gebouwencomplex in de tot de gemeente Gent behorende plaats Sint-Denijs-Westrem, gelegen aan de Kortrijksesteenweg 1025.

## Geschiedenis
Dit gebouw werd gesticht door Joseph de Hemptinne en is gelegen naast diens Maaltebruggekasteel, dat juist over de voormalige gemeentegrens in Gent is gelegen. Architect was Jean-Baptiste Bethune.
De bedoeling van Joseph was om naast zijn kasteel een oord van bezinning te stichten in de vorm van een Benedictijnenklooster. Het werd in 1867 gebouwd. Vanaf 1875 werd het betrokken door de Broeders van Onze-Lieve-Vrouw van Lourdes en deze stichtten er een jongensweeshuis: het Sint-Jozefgesticht.
In 1902 werd het weeshuis overgenomen door de Salesianen van Don Bosco. Er kwamen diverse scholen, ook voor voortgezet- en beroepsonderwijs: het Instituut Don Bosco.
Het oorspronkelijk neogotische complex werd in de loop der jaren ingebouwd door tal van nieuwe vleugels en gebouwen waaronder een nieuw hoofdgebouw van 1926 en een nieuwe kapel van 1963.